# Ballet triádico

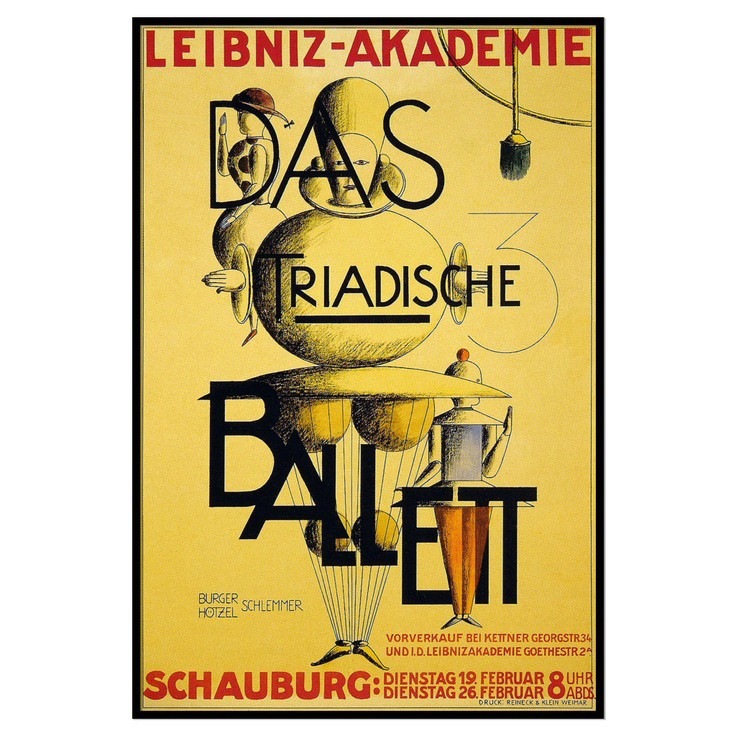
Cartel para una actuación no realizada en Hannover, 19 y 26 de febrero de 1924, diseñado por Oskar Schlemmer.

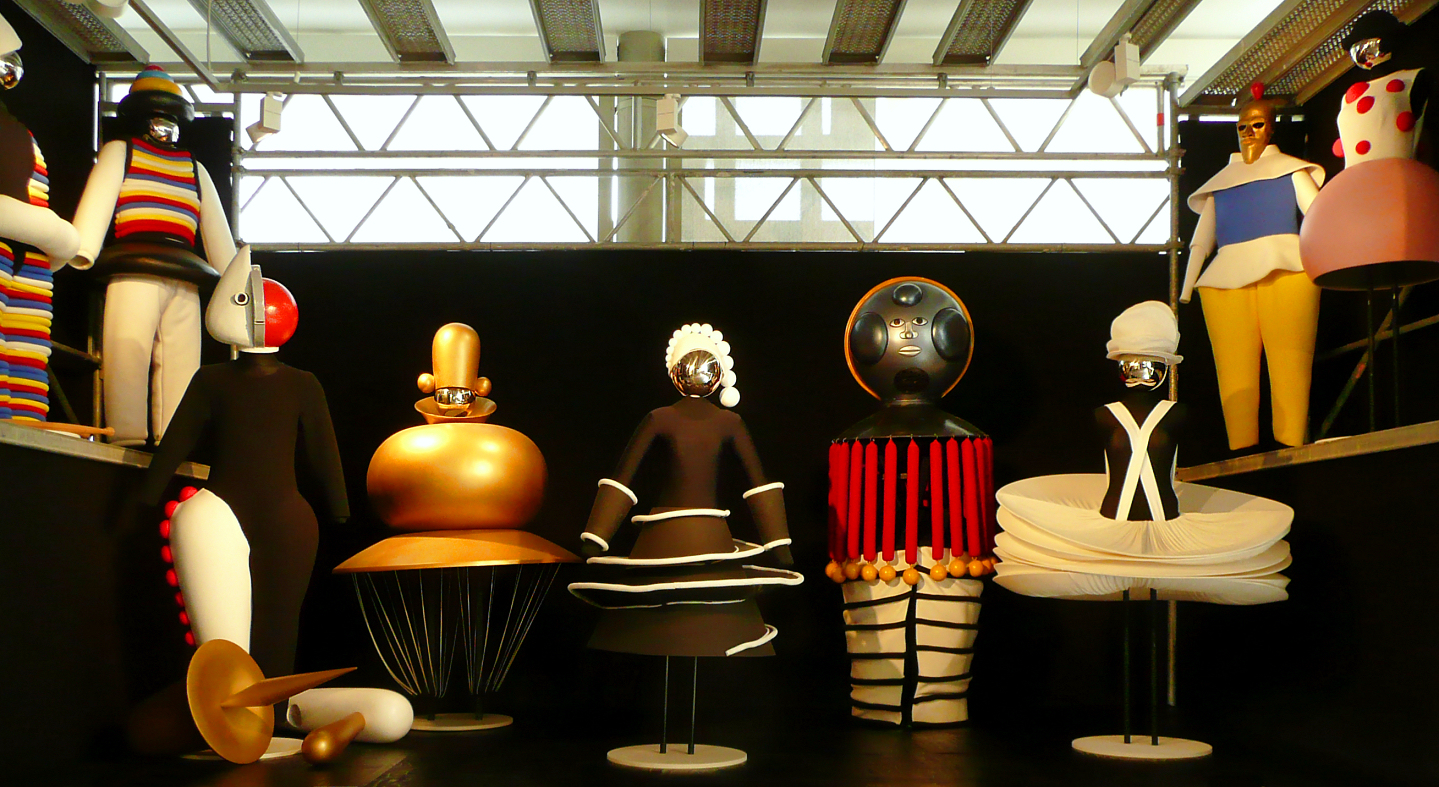
Vestuario para el ballet triádico.

El ballet triádico (en alemán, Triadisches Ballett) es un ballet desarrollado por Oskar Schlemmer. El estreno tuvo lugar el 30 de septiembre de 1922 en Stuttgart, acompañado por la música de Paul Hindemith.

## Sinopsis
Si nos fiamos de las anotaciones que el propio Oskar Schlemmer hizo en su texto Man and Art Figure, el proyecto inicial surgió allá por 1912, en Stuttgart, en lo que debía de ser una colaboración con los bailarines Albert Burger y Elsa Hotzel, con la participación de Carl Schlemmer como maestro artesano.
La primera representación tuvo lugar en el año 1915, pero únicamente fueron interpretadas algunas secciones del espectáculo. Será en septiembre de 1922 cuando el ballet sea estrenado en su totalidad en el Stuttgart Landestheater. No obstante, sería la representación organizada durante la Semana de la Bauhaus de 1923 la que mayor gloria le otorgaría, continuada con representaciones en Weimar y en la Exhibición anual de la Semana de los Oficios de Dresde.
El número “tres”, como podemos ver en el título del propio Ballet, condicionaba la estructura del montaje. Estaba dividido en 3 secciones, que contenían 12 danzas para las que eran necesarios 18 vestidos. Cada sección estaba relacionada con un color propio, y evolucionaba desde el humor hasta la seriedad: la parte amarilla se caracterizaba por tener un tono alegre y burlesco, la rosa por su carácter ceremonioso y solemne y la negra por la mezcla de la fantasía y lo mistérico.
El 5 de enero de 1913, tras haber visto en directo el Pierrot Lunaire de Arnold Schoenberg, Schlemmer escribía una carta a su amigo Otto Meyer explicándole cómo había propuesto al maestro de la Segunda Escuela Vienesa la participación en un proyecto común, a lo que Schoenberg respondería: «Mi música carece por completo de ritmo para danzar, pero si ustedes la consideran viable, entonces también yo». Pero no renegará del arte pasado, de ahí que en otra carta del 22 de agosto de 1922, dirigida igualmente a Otto Meyer, hablase de: «una danza de Haendel, un passecaille o passacaglia, es decir una vieja danza española». Schlemmer, tras plantearse la posibilidad de trabajar con el músico que en ese momento rompía con uno de los principales elementos de la música, la tonalidad, se decanta por una obra barroca de marcado carácter historicista. Finalmente, para la reposición del Ballet Triádico acontecida en el Donaueschinger Musiktage de 1926, ya se anunciará el acompañamiento de la Musik für kleine mechanische Orgel de Paul Hindemith, a quien había conocido en 1920 cuando diseñó los decorados de su ópera Asesinos, esperanza de las mujeres sobre un texto de Oskar Kokoschka. Una obra renovadora, pero no tanto como la que Schoenberg podría haberle llegado a proponer. Una síntesis de pasado y presente.